# 圖岡白鮭
圖岡白鮭，為輻鰭魚綱鮭形目鮭科的一種，為溫帶淡水魚，分布於俄羅斯西伯利亞鄂畢河至Yana河流域，體長可達20公分，棲息在底中層水域，生活習性不明。